# Тысяча вторая хитрость (фильм)
«Тысяча вторая хитрость» (1915) — художественный немой фильм режиссёра Евгения Бауэра. Премьера состоялась 29 мая 1915 года.

## Сюжет
Фильм снят по сюжету пьесы В. Азова «1001 хитрость».
Пожилой мужчина внимательно изучает книгу восточного мудреца о 1001-й хитрости, с помощью которых хитрые молодые жёны обманывают старых мужей. Он следит за женой, заглядывая через замочную скважину в её спальню.
Несколько раз ему удаётся обходить уловки жены. В соответствии с книгой, он отказывается давать обещания, не зная, о чём его будут просить. В соответствии с другой мудростью, он не отпускает жену на прогулку одну, увязывается за ней и следит, чтобы мужчины не засматривались на неё.
Супруги заключают пари, кто из них главный хитрец в доме. Жена подносит мужу бокал с вином. Тот вскоре засыпает.
Жена по телефону приглашает в дом любовника, целуется с ним, пьёт с ним вино и разбивает бокал на счастье. Услышав шум, муж просыпается и начинает стучаться в дверь спальни жены. Она прячет любовника в шкаф и закрывает его на ключ.
Муж требует сознаться, где она прячет любовника. Он безуспешно пытается открыть шкаф и требует ключ. Жена даёт ему ключ от шкафа, муж готовится открыть его. Однако, услышав смех жены, он решает, что это шутка и смеётся вместе с ней. Признав себя одураченным, глупый муж бросает книгу на пол.
Отделавшись от мужа, героиня фильма открывает шкаф. Подняв книгу с пола, она хвастается, что изобрела тысячу вторую хитрость. Любовники вновь целуются.
«Нет такого положения, из которого не выпуталась бы женщина. Как бы ни был хитёр муж, жена всё же окажется вдвое хитрее и так сумеет затуманить бедную голову супруга, что тому и впрямь белое чёрным покажется», — так резюмировал этот сюжет журнал ««Сине-фоно»» (1915, № 16/17, c. 91).

## В ролях
| Актёр             | Роль        |
| ----------------- | ----------- |
| Лина (Эмма) Бауэр | хитрая жена |
| Сергей Рассатов   | её муж      |
| Сергей Квасницкий | её любовник |

## Критика
Киновед и историк кино Пётр Багров относил этот фильм-фарс к картинам, в которых трудно узнать почерк знаменитого режиссёра Бауэра и «даже не видно профессионализма».
Культуролог Игорь Смирнов отмечал, что «фарс „1002-я
хитрость“ приводит в конфронтацию жизнь-из-книги (ревнивый муж черпает обиходную премудрость из литературного источника) и порнографическое (отнюдь не эстетически волнующее зрителей) приоткрывание женского тела (героиня показана дома в пеньюаре,
а на улице она задирает юбку)».
Кинокритик Нея Зоркая писала о Е. Бауэре: «Фильмы режиссёра всегда в глубине своей моралистичны. Исключениями служат лишь лёгкие фарсы, неприхотливые истории адюльтера и обмана ревнивых мужей, которые Евгений Бауэр ставил для своей жены, опереточной и эстрадной актрисы Э. В. Бауэр: „2000-я хитрость“, „Лина в Сочи“ и др. (Лина — её экранное имя для фарса, Эмма — для драматических ролей). Эти ленты наименее интересны в наследии режиссёра...».
Вместе с тем Галина Аксёнова увидела в фильме «одно из первых киноизображений двойственной природы женщины».